# Blandine Verlet
Blandine Verlet (París, 27 de febrero de 1942 – 30 de diciembre de 2018) fue un clavecinista y profesora de clavicémbalo francés, que fue conocida internacionalmente por sus grabaciones de las obras de François Couperin.

## Carrera
Verlet era la séptima de diez hermanos y creció en una familia musical con historiadores de arte. Su padre era Pierre Verlet fue el jefe del Departamento de Artes decorativas de Louvre de 1933 a 1972 mientras que su madre Nicole Verlet-Réaubourgera historiadora de arte. Una de sus hermanas Colombe Samoyault-Verlet también sería historiadora.
En 1957, fue admitida en el Conservatorio de París, donde estudió piano y clavecín. Una vez decidida por este segundo instrumento, estudió con Huguette Dreyfus en París, con Ruggero Gerlin en Siena y con Ralph Kirkpatrick en la Universidad de Yale. Un importante premio en un concurso en París en 1963 le llevó a compromisos en Italia y Alemania.
Verlet estuvo íntimamente relacionada con las grabaciones de Bach, como las Variaciones Goldberg, BWV 988. Es también conocida por haber tocado la música de su compatriota François Couperin, mostrando una sensibilidad e imaginación excepcionales. Verlet grabó las obras completas de Couperin en las décadas de los 70 y 80. A finales de 2011, volvió a grabar cinco "ordres" sobre el clavicémbalo de Henri Hemsch. 
En la década de los 80, Verlet dio clases en el Conservatorio Claude Debussy de París, en el Conservatoire Gabriel Fauré de GrandAngoulême, y en el Conservatorio de Burdeos.

## Vida personal
Su marido fue Igor B. Maslowski fue director de Philips Francia así como también traductor de ruso y escritor de novelas de misterio.

## Discografía
- 1973 Frescobaldi: Toccate d'intavolatura di cimbalo. Das Alte Werk, Telefunken-Decca
- 1975 Mozart: 16 Sonatas pour violon et clavecin with Gérard Poulet. Philips 6599 993
- 1975 Scarlatti: Sonates. Philips
- 1976 Scarlatti: 15 Sonates pour clavecin. Philips
- 1978 Duphly - Balbastre: Musiques pour les princesses de France. Philips
- 1979 Couperin: Pièces de Clavecin. Astrée
- 1981 Jean-Philippe Rameau : L’œuvre de Clavecin. Astrée
- 1989 Froberger: Pièces de clavecin. Astrée
- 1990 Louis Marchand: Pièces de clavecin (1702). Astrée
- 1994 Bach: El clave bien temperado. Astrée
- 1995 Bach: Fantaisies, toccatas et Fugues. Astrée
- 1999 Jacquet de la Guerre: Œuvres pour clavecin. Astrée
- 1999 Bach: Inventions et Sinfonias. Astrée
- 1999 Bach: Variaciones Goldberg, BWV 988. Astrée
- 2000 Froberger: L'intranquilité. Astrée
- 2000 Louis Couperin: Les Pièces de clavessin. Astrée
- 2003 Couperin: Les Barricades mystérieuses / Pièces de clavecin. Astrée
- 2012 Francois Couperin, Pièces de clavecin des Livres II & IV. Aparté (obra de 1751 harpsichord de Henri Hemsch)
- 2018 François Couperin: Pièces de clavecin du Livre III. Aparté